# Абу Бакр Насир ад-Дін
Абу Бакр Насир ад-Дін (д/н — 1650) — 1-й імам Держави зуайя в 1644—1650 роках. Відомий також як Абехом ібн Абхур або Ібн Аджфара.

## Життєпис
Походив з клану улад-дейман племені лемтуна з берберської конфедерації санхаджа. При народженні отримав ім'я Абу Бакр. Здобув гарну освіту. В подальшому відзначився як побожна людина, марабут, який здобув широку підтримку й авторитет серед берберських племен. Його прихильники стали зватися теламідами, які оголосили Абу Бакра мукім ад-діном (апостолом віри) і насір ад-діном (захисником віри). В подальшому відомий саме як Насір ад-Дін. Його проповіді щодо доброчесності та каяття отримали підтримку, але найбільше — промови щодо необхідності створення імамату.
В цей час бербери зазнають спустошливих нападів з боку імперії Фута Торо, а згодом арабських племен мгафра і трарза. За цих обставин постала необхідність об'єднання берберів-зуайя, щой зробив завдяки своєму авторитету Насір ад-Дін. Він створив постійне військо, основу якого спочатку складали його учні (толба). Самого Насір ад-Діна було оголошено імамом. Для управління імамамтом призначив візира Абхома ібн Ахмеда та 4 кадіїв. Він оголосив джихад проти Фута Торо та арабських племен, яких вважали негідними мусульманами.
Невдовзі до Держави зуайя приєдналися бербери області Бракна. За цим війська імама захопили частину імперії Фута Торо, завдавши військам останньої відчутної поразки. За цим здійснено успішні походи проти держав Волоф і Кайор. Потім в битві біля Обах було завдано нової поразки Фута Торо, внаслідок чого імаму вдалося захопити область Чемана.
Невдовзі починається відйна проти мгфара (частини бану-хасан) на чолі із шейхом Адді ульд Ахмеда. У 1649 році зазнав поразки від останнього у битві біля Хассі Діжу. Але 1650 року переміг мгафра у запеклій битві біля Тіртіласи (біля гирла річки Сенегал). Проте в ній загинув сам Абу Бакр Насир ад-Дін. Новим імамом було обрано Аль-Факіх Ламін.